# Flammulina velutipes
La Flammulina velutipes (Curtis) Singer o fungo dell'olmo (Collybia velutipes) o fungo enoki (榎茸) è un fungo invernale che si sviluppa a gruppi cespitosi, saprofita ma anche parassita di latifoglie o più raramente di conifere. Ne è stata scoperta una specie che si differenzia che veniva considerata uguale, ovvero Flammulina filiformis.

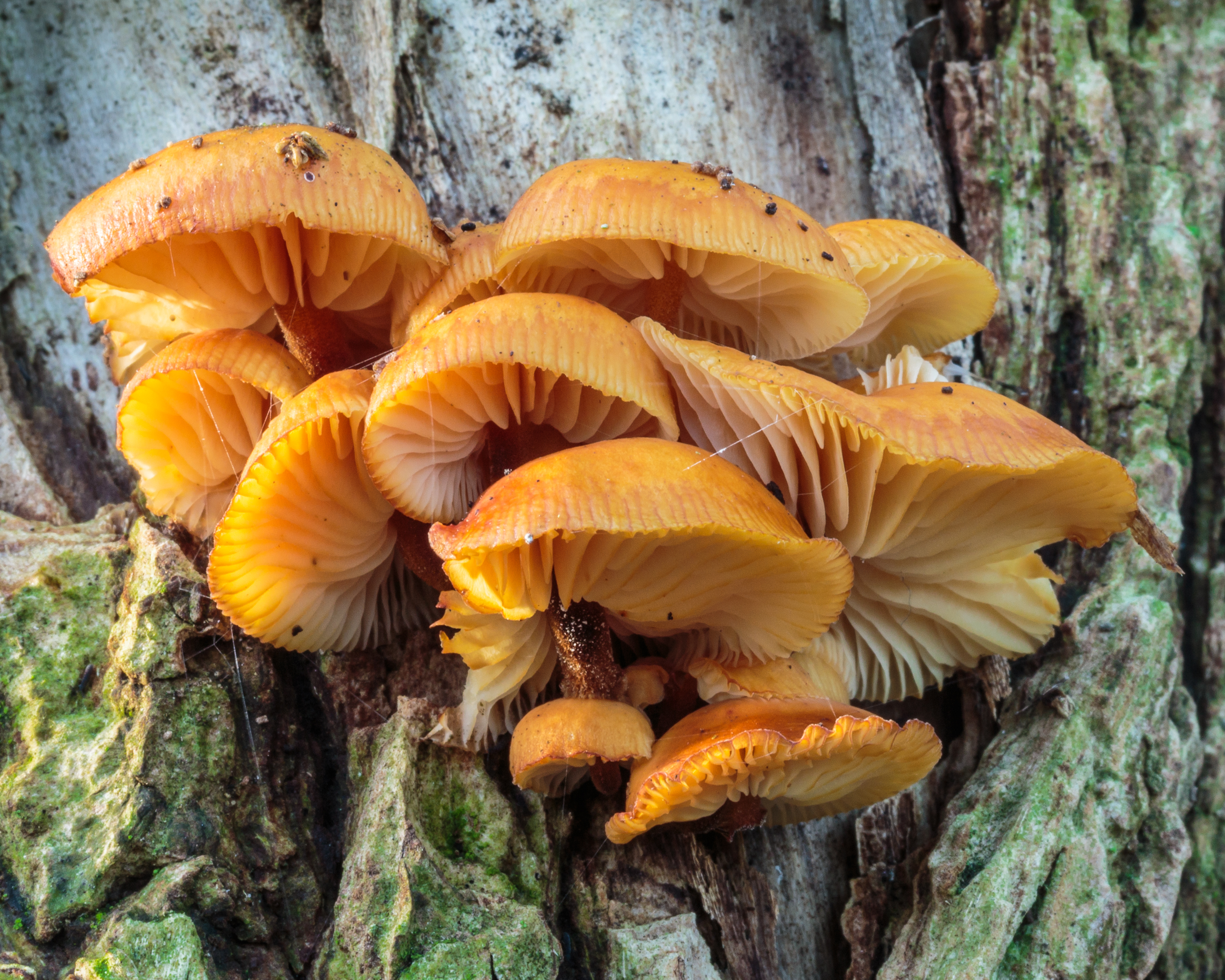
Flammulina velutipes

## Descrizione della specie
Cappello
3–6 cm di diametro, da emisferico a convesso e alla fine pianeggiante o depresso, è poco consistente e fortemente elastico, quasi gommoso,  di un bel colore giallo-arancio più scuro al centro e sfumato al margine, che si presenta dapprincipio involuto e poi disteso, ondulato ed irregolare, visibilmente striato. Brillante e quasi vischioso a tempo umido.
Lamelle
Adnato-smarginate, quasi libere al gambo, ventricose, bianco crema-paglierino, intervallate da lamellule, si macchiano di bruno-ruggine nel fungo adulto.
Gambo
Lungo 5–9 cm, sottile e cilindrico, flessuoso ed irregolare concolore al cappello nella parte superiore ed ornato da velluto più scuro verso il piede (da cui il nome), duro, cartilagineo, talvolta eccentrico, radicato.
Carne
Giallina, sottile ed elastica nel cappello, fibrosa e tendente al bruno nel gambo.
- Odore: poco percettibile, di geranio.
- Sapore: gradevole.

 Microscopia 
Spore7,5-10 x 3,5-4,5 µm, ellissoidi subcilindriche, lisce, ialine, non amiloidi, acianofile, bianche in massa.
Basidi35-40 x 4-5 µm, tetrasporici, clavati;
Cheilocistidi45-65 x 10-15 µm, sparsi, fusiformi o clavati, con l'estremo arrotondato, lungo peduncolo basale;
Dermatocistidi50-120 x 6-10 µm, subcilindrici, con parete spessa 0,5 µm.

## Habitat
Vive cespitoso anche in grandi colonie saprofita o a spese di fusti vivi di latifoglie quali olmo, pioppo o frassino, salice, raramente su conifere dall'autunno avanzato all'inizio della primavera.

## Commestibilità
Commestibile discreto, ma apprezzato per il periodo di crescita e per la diffusa possibilità di incontro.

## Etimologia
Dal latino villutus = villoso e pes = piede, cioè gambo vellutato, per l'aspetto vellutato del suo gambo.

## Sinonimi e binomi obsoleti
- Agaricus velutipes Curtis, Fl. Londin. 2: tab. 213 (1782)
- Collybia eriocephala Rea, in Smith & Rea, Trans. Br. mycol. Soc. 3: 46 (1902)
- Collybia veluticeps Rea, Trans. Br. mycol. Soc. 1(4): 157 (1900)
- Collybia velutipes (Curtis) P. Kumm., Führer Pilzk.: 116 (1871)
- Collybidium velutipes (Curtis) Earle, Bulletin of the New York Botanical Garden 5: 428 (1909) [1906]
- Gymnopus velutipes (Curtis) Gray, A Natural Arrangement of British Plants (London) 1: 605 (1821)
- Myxocollybia velutipes (Curtis) Singer, Schweiz. Z. Pilzk. 17: 72 (1939)
- Pleurotus velutipes (Curtis) Quél., Flore mycologique de la France et des pays limitrophes (Paris): 334 (1886)

## Galleria d'immagini

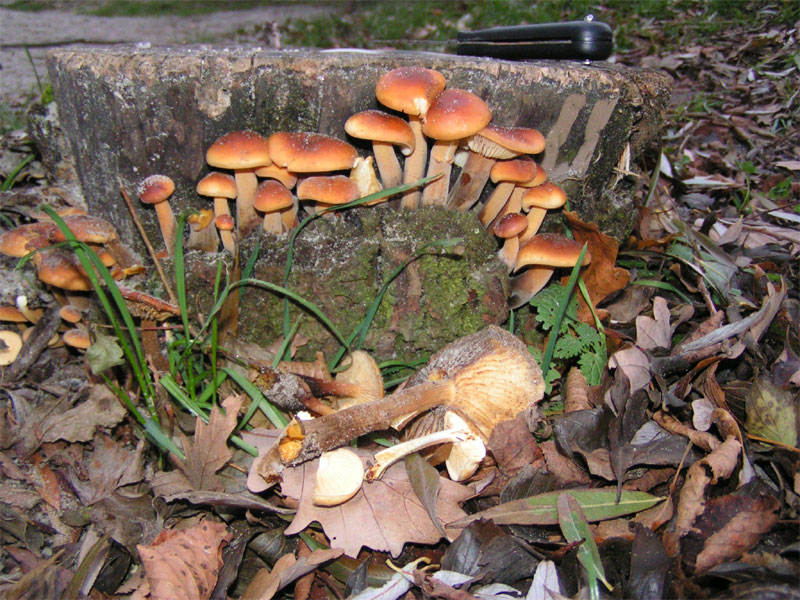
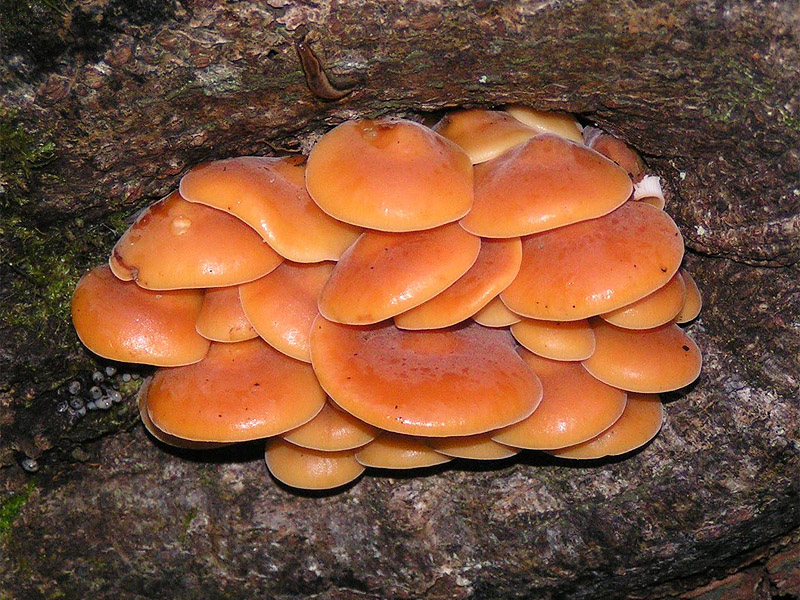
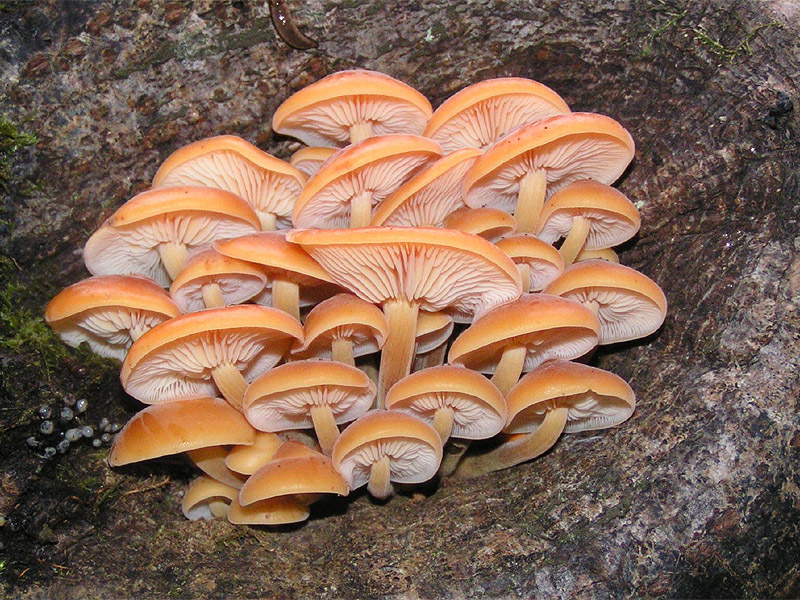
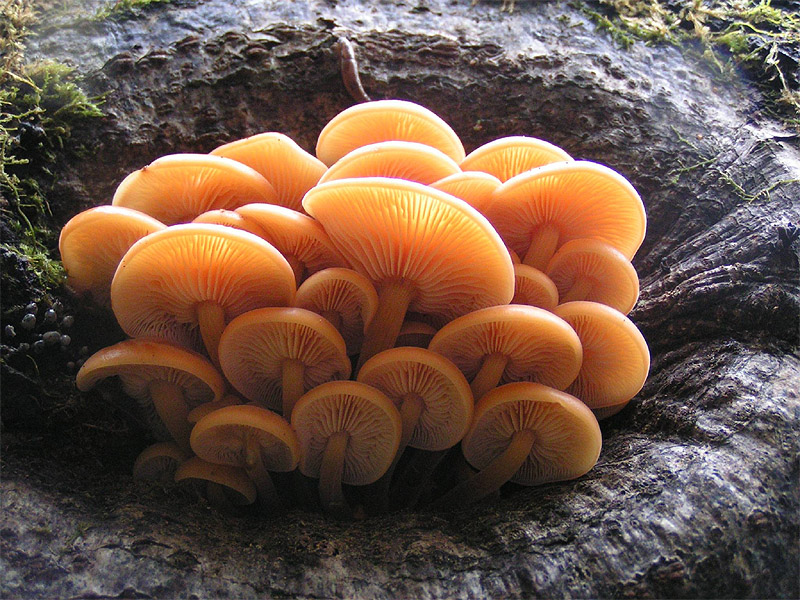
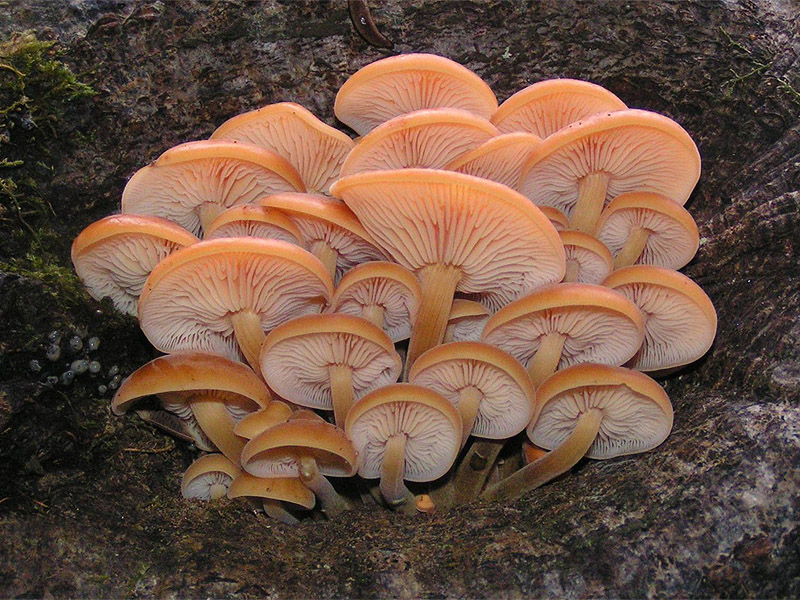
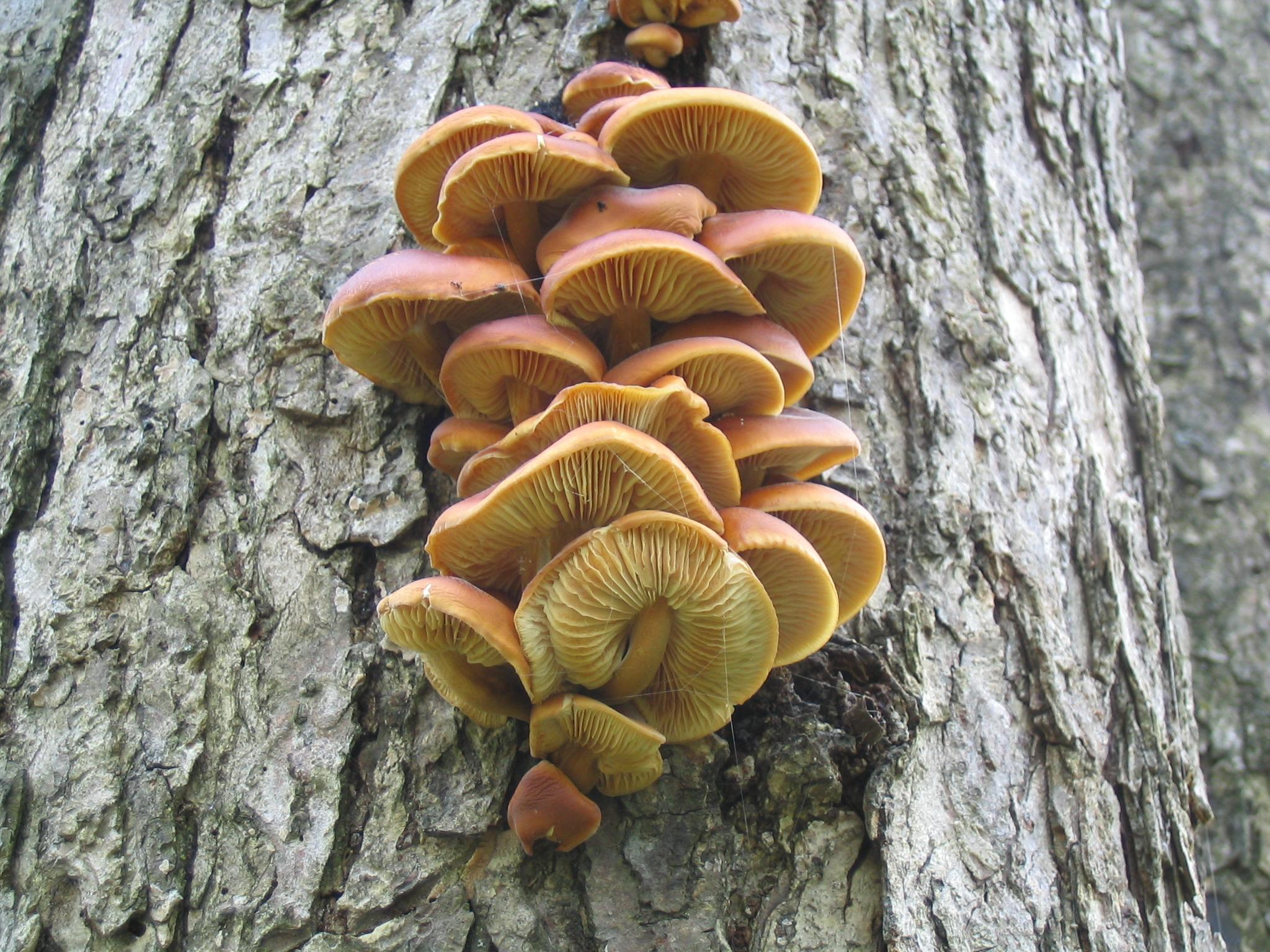
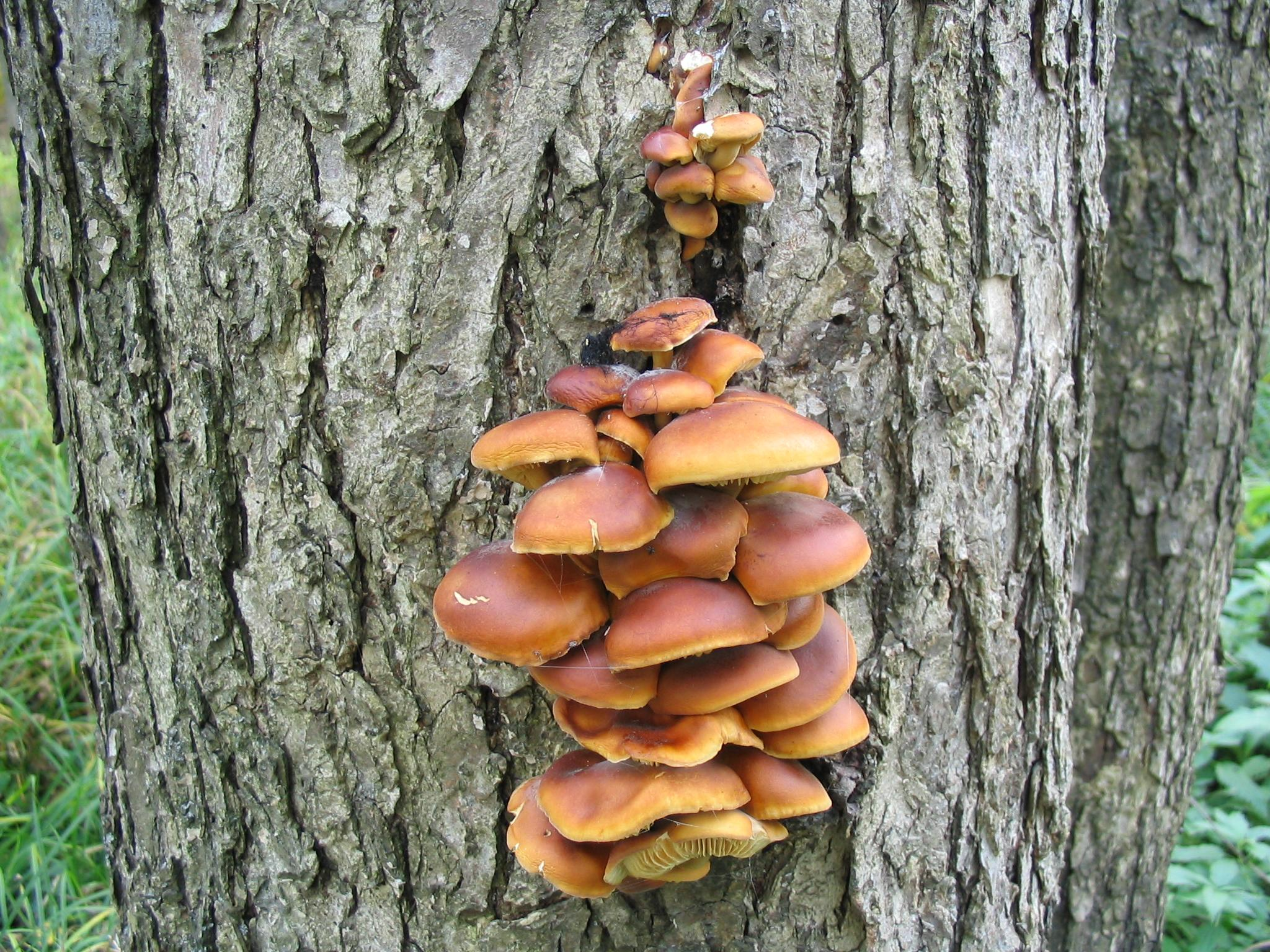
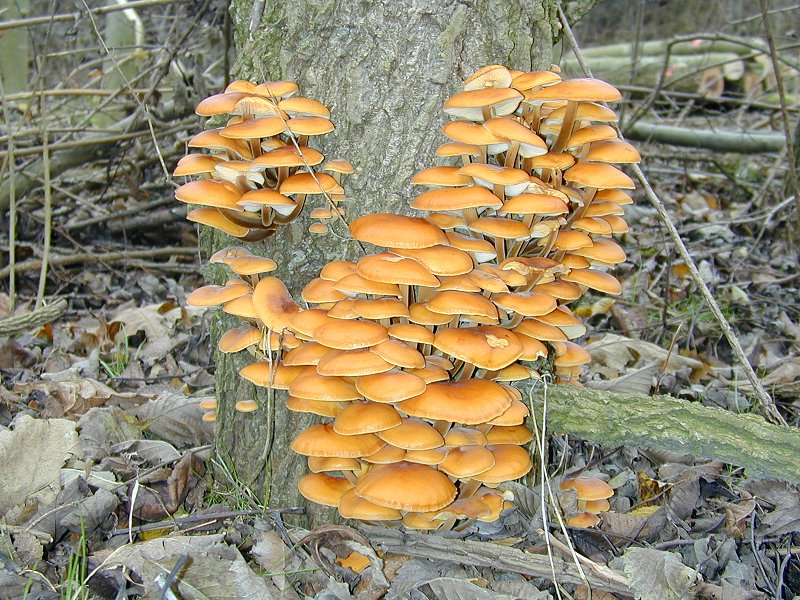
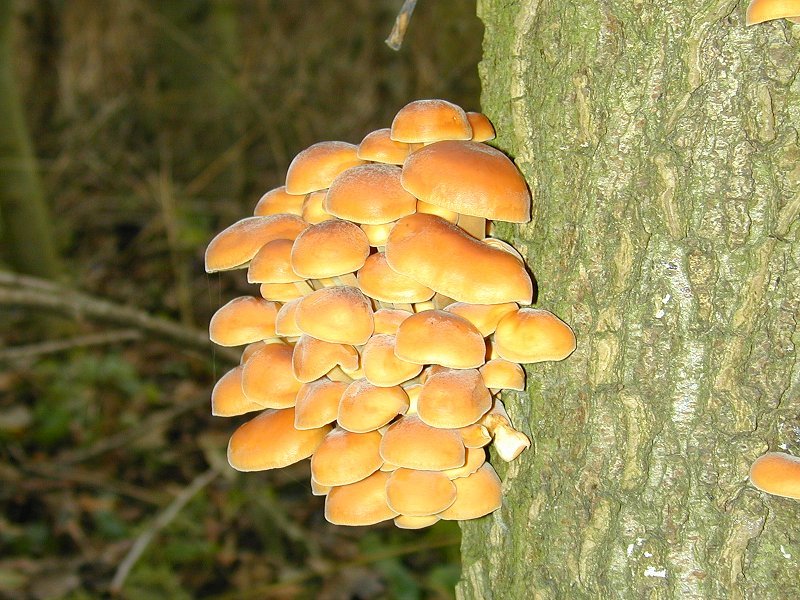
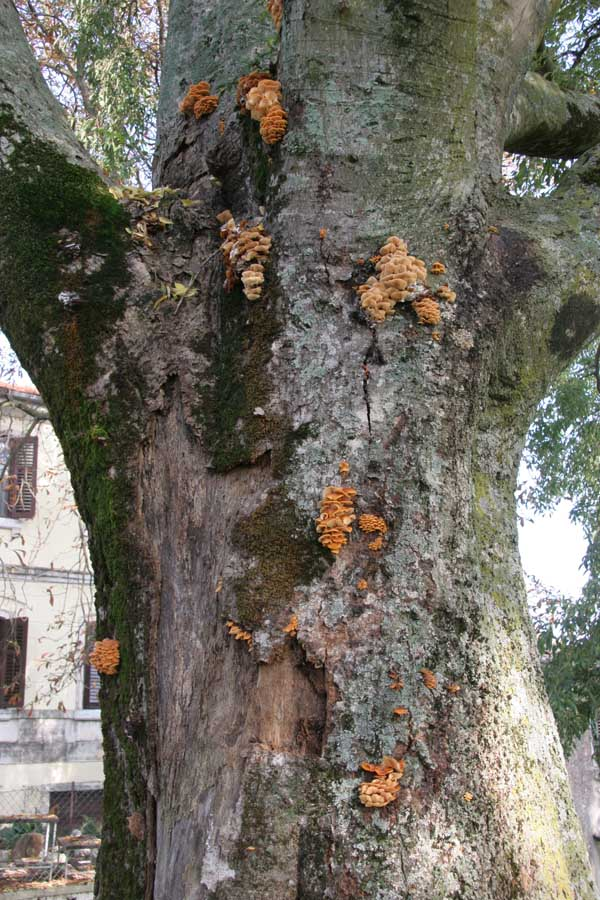
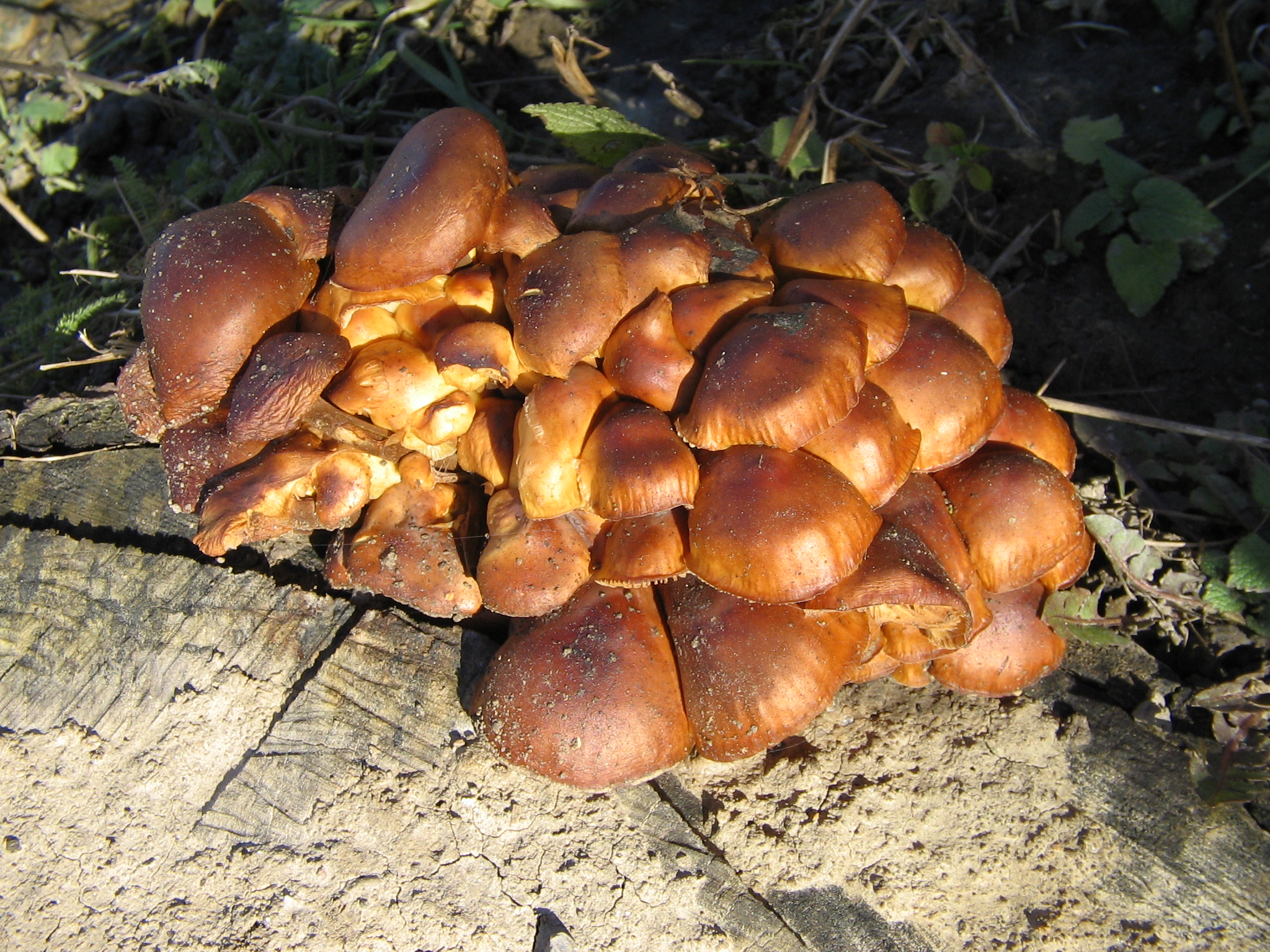